# Округ Џоунс (Ајова)
Округ Џоунс (енгл. Jones County) је округ у америчкој савезној држави Ајова.

## Демографија
По попису из 2010. године број становника је 20.638, што је 417 (2,1%) становника више него 2000. године.
| Група             | 2000.          | 2010.          |
| Белци             | 19.414 (96,0%) | 19.716 (95,5%) |
| Афроамериканци    | 361 (1,8%)     | 408 (2,0%)     |
| Азијати           | 44 (0,2%)      | 90 (0,4%)      |
| Хиспаноамериканци | 213 (1,1%)     | 270 (1,3%)     |
| Укупно            | 20.221         | 20.638         |